# Genoa C.F.C.
Genoa Cricket and Football Club S.p.A. je italijanski nogometni klub iz Genove. Ustanovljen je bil 7. septembra 1893, zaradi česar je najstarejši italijanski klub in 4. najstarejši nogometni klub nasploh. Trenutno igra v Serie B.
Genoa je devetkrat osvojila italijansko prvenstvo in enkrat italijanski pokal, a od zadnjega osvojenega naziva italijanskega prvaka je minilo že več kot 80 let. Med osvojenimi naslovi državnega prvaka je tudi inavguralna sezona italijanske lige leta 1898. 
Na evropski ravni je bila Genoa podprvak pokala Mitropa leta 1990, prvak Alpskega Pokala (Coppa delle Alpi) v letih 1962 in 1964 ter prvak Anglo-Italijanskega Pokala leta 1996. V sezoni 2014/15 je bila Genoa s 6. mestom v domači ligi na poti v kvalifikacijski krog za Evropsko ligo, a je bila nato diskvalificirana. Razlog je tičal v prepozno vloženi dokumentaciji in stadionu, ki ni ustrezal standardom. Namesto Genoe je nato v kvalifikacijski krog prišla sedmouvrščena Sampdoria. Tekma v Italiji pa je bila odigrana na Olimpicu v Torinu.
Domači stadion Genoe je od 1911 Luigi Ferraris, ki sprejme 36.599 gledalcev. Barvi dresov sta modra in rdeča, zaradi česar imajo nogometaši Genoe nadimek Rossoblu. Imajo pa tudi nadimek Il Grifone (Grifoni), zaradi legendarnega bitja v grbu.

## Rivalstvo
Genoa ima rivalstvo s Sampdorio, saj si ta dva kluba od leta 1946 delita stadion. Njun derbi se imenuje Derby della Lanterna. Poimenovan je po svetilniku Torre della Lanterna, ki osvetljuje mestno pristanišče.